# Будинок Державного Банку (Кременчук)
Будинок Державного Банку — історична будівля в Кременчуці на перетині вулиць Перемоги та Ігоря Сердюка, побудована 1900 року. Входить до переліку пам'яток архітектури Кременчука.

## Будівля
Будівля у стилі неоренесанс, двоповерхова, з напівпідвалом, цегляна, з  облицювальної цегли різних відтінків, нетинькована, у плані П-подібна,  короткі у порівнянні з основною частиною. Вгорі по периметру рельєфний геометричний цегляний фриз, між напівпідвалом, бельетажем та другим поверхом горизонтальні тяги (пояски). Стіни 2 поверху декоровані дощатим рустом. Ріг стіни головного фасаду та тієї, що виходить на площу, зрізаний і є центром композиції, на 2 поверсі зрізу - балкон з кованою фігурною решіткою, яка збереглася у початковому стані. Вікна 2-го поверху по головному фасаду і частково на бокових фасадах аркові, решта прямокутні, всі прикрашені наличниками із «замками». Вікна напівпідвалу з наличниками у верхній частині, замуровані.  З тилу  та  з  боку вул. Ігоря Сердюка обнесена цегляним тинькованим парканом. Дах вальмовий, укритий бляхою.

## Історія
1884 року в місті відкривається відділення державного банку. Спочатку воно перебувало у найманому будинку Макшеєва.
1892 року правління банку звертається до міської управи з проханням виділити землю для спорудження власного будинку. Протягом 1892–1895 рр. міська влада пропонує п'ять ділянок в різних районах Кременчука. Але керуючий хотів побудувати на Соборній площі (пл. Перемоги). Його прагнення суперечило чинному будівельному законодавству, згідно з яким зводити будь-де в районі соборного храму заборонялося. Проти будівництва банку на площі затіяли багаторічну і безплідну боротьбу священики Успенського собору.
1896 року приймається остаточне рішення про виділення бажаної ділянки. Банк побудували з цегли одного з заводів, власником якого був Щелкунов (село Кривуші). Цегляний завод Щелкунова знаходився на місці дачного масиву (від вул. Жовтневої, Лугової до плавнів).

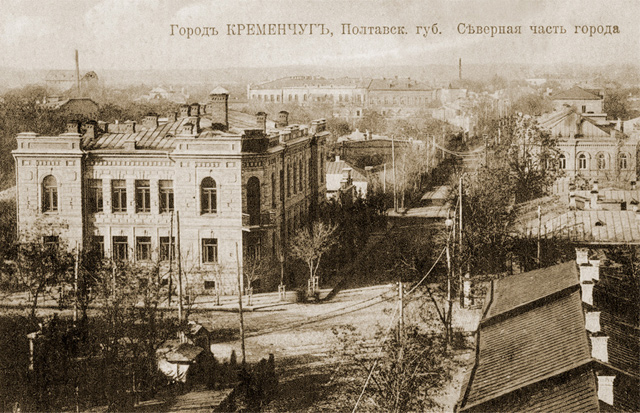
Держбанк, Київська вулиця

1900 року банк почав свою роботу. Банківська будівля ні своїм місцем розташування, ні зовнішнім виглядом не вписувалося в ансамбль будівель початку XIX століття.
Будівля Держбанку горіла. Можлива причина — підпал задля отримання страховки, але в 1905 році була відновлена.
Під час німецької окупації (1941-1943 рр.) тут, за спогадами старожилів, розташувалося офіцерське казино
Другий раз будівля згоріла в 1943 р. (при відступі німців) так, що залишилася лише цегляна коробка. Відновлено була будівля у 1945–1947 роках.

## Сучасність

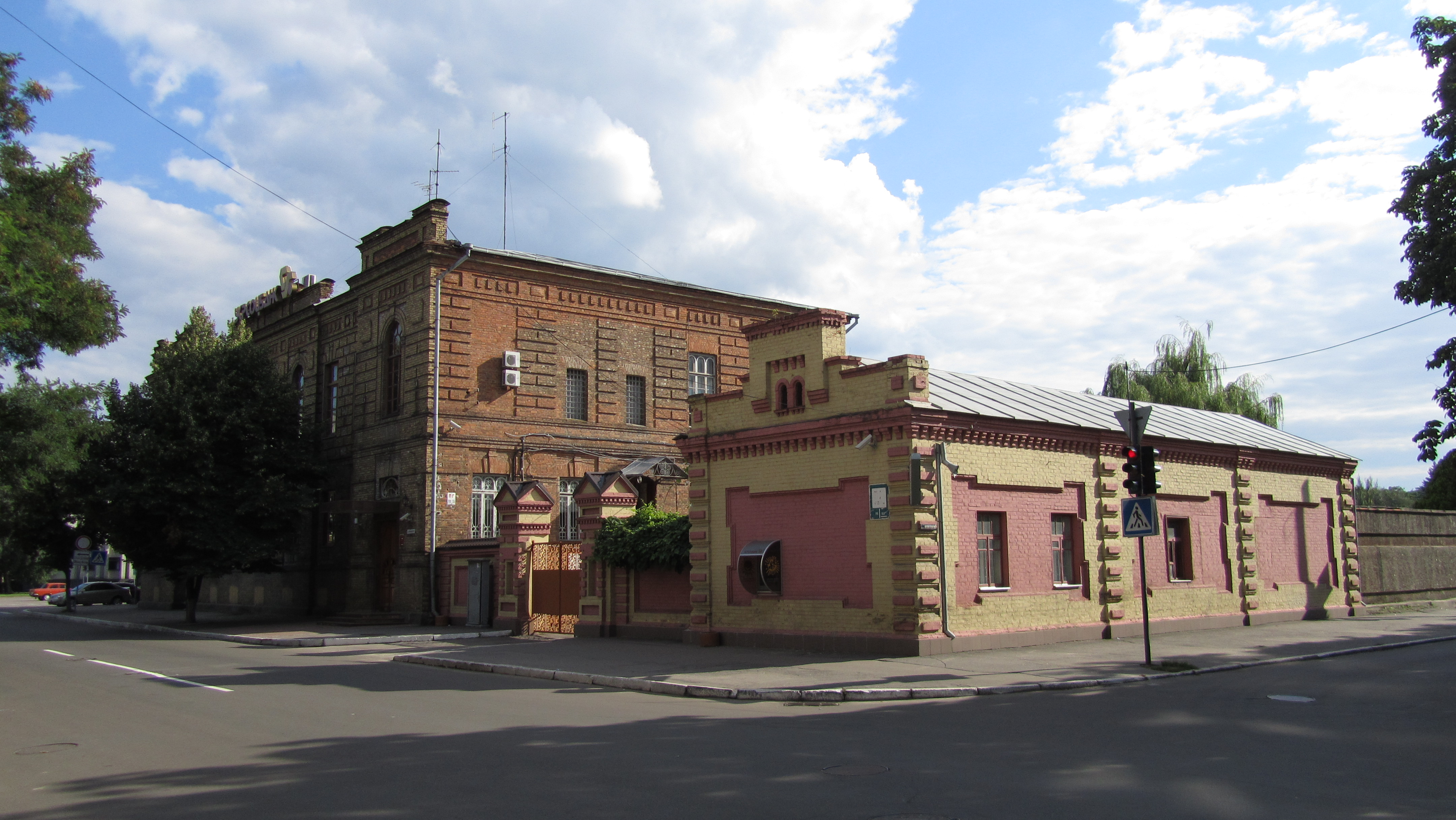

До 2019 р. у приміщенні знаходилося відділення Укрсоцбанку. Тепер тут адміністративна будівля.

## Галерея

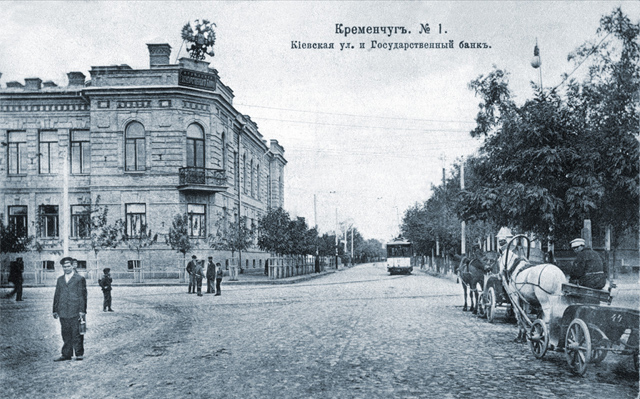
Держбанк
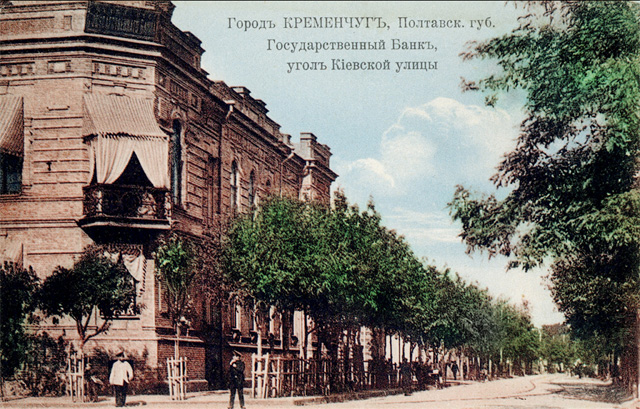
Держбанк, Київська вулиця